# Kensington Oval
Kensington Oval is een cricketstadion in Bridgetown, de hoofdstad van Barbados. Het is een van de stadions waarin het Wereldkampioenschap cricket 2007 werd gespeeld. In dit stadion werden 6 Super-8 wedstrijden gespeeld. Tevens werd de finale van het wereldkampioenschap in dit stadion gespeeld.
Voor het wereldkampioenschap werd de capaciteit van het stadion vergroot tot 28.000 toeschouwers.
In het stadion zijn ook niet-cricketwedstrijden gehouden, zoals hockey en voetbal, maar ook concerten.
- De Barbadiaanse zangeres Rihanna hield op 5 augustus 2011 een concert tijdens haar Loud Tour.
- Rihanna hield op 1 november 2013 ook een concert in het stadion tijdens haar Diamonds World Tour